# A Notícia
A Notícia (AN) é um jornal semanal em formato revista do estado brasileiro de Santa Catarina, com sede em Joinville.
Fundado por Aurino Soares, a primeira edição do jornal foi veiculada no dia 24 de fevereiro de 1923, com quatro páginas e com periodicidade semanal. Era produzido por composição manual, e impresso na Tipografia Koch, localizada na rua Conselheiro Mafra, atual Abdon Batista.
Apesar da sua longa existência, os antigos proprietários do Jornal nunca conseguiram a propriedade da marca no INPI, a qual é de propriedade da Editora O Dia S/A, ela publicou um Vespertino do mesmo nome na Cidade do Rio de Janeiro de 1894 até 1997, obteve a propriedade da marca em 1949 a qual encontra-se em processo de caducidade publicado na Revista de Propriedade Industrial em 30 de maio de 2017.
Sua sede foi na Rua Caçador, 112, bairro Atiradores, até dezembro/2017, quando mudou-se para a Rua Pastor Guilherme Rau, 250, no Saguaçú, em frente ao Zoobotânico Joinville.

## Histórico
Nascido em Palmas, no Paraná, no dia 2 de julho de 1895, Aurino Soares chegou a Joinville com 26 anos de idade, em meados de 1921. Ainda que com poucos recursos, já demonstrara a vocação para o jornalismo, não tanto para as funções de repórter ou jornalista, mas como empreendedor do ramo das comunicações. Exercera funções ligadas ao jornalismo em Paranaguá, Rio de Janeiro, Florianópolis e Curitiba.
Depois de analisar as condições para o lançamento de um novo jornal, Aurino optou por Joinville, então vivendo boa fase de crescimento econômico, ainda impulsionado pelo "ciclo do mate". Habilidoso nas palavras, com pendor para a liderança, ousado nas ideias e de espírito aberto ao novo, Aurino Soares logo conseguiu forte penetração na comunidade de Joinville, constituindo-se numa das lideranças mais respeitadas. Mesmo com práticas empresariais e comerciais polêmicas, o fundador de A Notícia foi um dos primeiros empresários de sucesso na cidade.

### 1923  a 1944
O jornal iniciou como um semanário, circulando aos sábados à tarde. Sua primeira redação foi instalada na rua Três de Maio, paralela à rua das Palmeiras, a poucos passos do grande Palácio dos Príncipes, mais tarde transformado em Museu Nacional de Imigração e Colonização. A redação abrigava, então, apenas dois funcionários, mais o dono, Aurino Soares, que prometia um "jornal independente", acima das filiações partidárias, que então justificavam o surgimento regular de jornais na pequena colônia. A impressão das quatro páginas era feita na Tipografia Koch, localizada na rua Conselheiro Mafra, atual Abdon Batista, em oficinas terceirizadas.
Face à boa aceitação, apesar de publicado apenas em língua portuguesa, numa comunidade em que mais de 70% das pessoas se comunicavam somente em alemão, logo o jornal passou a ser editado duas vezes por semana, às quartas e sábados e, finalmente, a partir de 11 de outubro de 1930, foi transformado em diário, com exceção apenas das segundas-feiras.
Quando veio a falecer, vítima de derrame cerebral, no entardecer do dia 17 de dezembro, Aurino Soares havia projetado o jornal como um dos mais fortes e respeitados do sul do Brasil, com ampla circulação e maquinário gráfico de primeira linha, um dos mais modernos do país. Casado, Aurino Soares não deixou sucessor, e o jornal teve a circulação interrompida por 18 meses após o desaparecimento de seu fundador.

### 1946 a 1956
O jornal A Notícia só voltou às bancas no dia 1 de maio de 1946, com novos donos. Frente ao negócio estava a família do empresário do setor da madeira Antônio Ramos Alvim, de Araquari, então denominada Paraty, e do político Aderbal Ramos da Silva, de Florianópolis, que adiante se elegeria governador de Santa Catarina - o jornal voltou a circular em 1 de maio de 1946, dessa vez de forma ininterrupta.

### 1956 a 1978
A empresa foi adquirida por novo grupo de acionistas, a maioria constituída por empresários de Joinville, dos quais se destacava o prefeito de Joinville (1961 a 1965) e empresário Helmut Fallgater, principal investidor na última fase da empresa, a partir de 1978.

### 1978 - 2006
Sob a condução do professor Moacir Thomazi, eleito diretor-presidente em agosto de 1978, A Notícia percorreu interessante trajetória empresarial e jornalística e foi considerado um dos principais jornais do sul do Brasil. Em 1999, iniciou a edição eletrônica de AN na internet, e surgiu o AN Jaraguá. Em 2002, conquistou a ISO 14001, e a certificação ambiental. No dia 21 de maio de 2006, o AN publicou novo projeto editorial e gráfico, trabalhando melhor as cores e trouxe novos cadernos.

### 2006 - 2019
O jornal foi comprado pelo Grupo RBS no dia 25 de agosto de 2006. Em 2008, o jornal passou de standard para tabloide, e todo o produto passou por uma grande reformulação gráfica e editorial sendo impresso totalmente em cores. Além disso, o jornal passou a ter um foco local.
Em 2012, o AN passou a produzir mais conteúdo exclusivo para a plataforma online e lança aplicativos para smartphones e tablets Android e IOS.
Em 7 de março de 2016, o jornal foi vendido ao Grupo NC, assim como os outros veículos que operavam sobre a marca RBS no estado, porém mantendo a mesma linha editorial do antigo grupo.
Em 11 de novembro, ganha uma nova Superedição nos fins de semana ampliando o número de páginas estreando novos cadernos de relevância estadual além de manter a característica local com as notícias da cidade e região além de modernizar a edição diária. Outra mudança é a adoção da logomarca da NSC ao lado da do jornal que adota de vez o AN.

### 2019 - atualmente
Em 16 de outubro de 2019, em comunicado distribuído internamente e ao mercado, a NSC anunciou mudanças na sua unidade de jornais. O A Notícia deixou de ter circulação diária no dia 26 de outubro passando a circular apenas aos fins de semana em formato de revista. Com isso todo o conteúdo passa a ser concentrado nos meios digitais, através do portal NSC Total.
Em fevereiro de 2023, o jornal completou 100 anos de fundação e preparou uma exposição das 100 capas mais icônicas publicadas nesse período. O periódico foi homenageado na sessão especial de 31 de maio de 2023 pela Câmara de Vereadores de Joinville, por ser o jornal mais antigo ainda em circulação em Santa Catarina.

## Prêmios
Prêmio ExxonMobil de Jornalismo (Esso)
- 1996: Esso de Fotografia, concedido a Léo Corrêa, pela obra "Exposição macabra na favela"[3]